# Racing Club Gent Atletiek
Koninklijke Racing Club Gent Atletiek is een Belgische atletiekclub uit Gent, aangesloten bij de VAL.

## Accommodaties
De club heeft een onderafdeling in Beernem (400 meter piste) en heeft terreinen in Gentbrugge (400 meter piste), een werpersterrein in Melle en maakt ook gebruik van de piste in de Blaarmeersen en de Topsporthal in Gent. De sintelpiste verdween in 2010, samen met het stadion van de voetbalclub, om omgevormd te worden tot een moderne atletiekaccommodatie (zie foto's). De tribune bleef behouden. Het nieuwe stadion kreeg een nieuwe naam: het Wouter Weylandt stadion naar de overleden Gentse wielrenner Wouter Weylandt.

## Interclub
Op de interclub kampioenschappen komen zowel de mannen als de vrouwen uit in de hoogste afdeling (ere-afdeling KBAB). In 1983 werden de vrouwen kampioen in de hoogste afdeling.

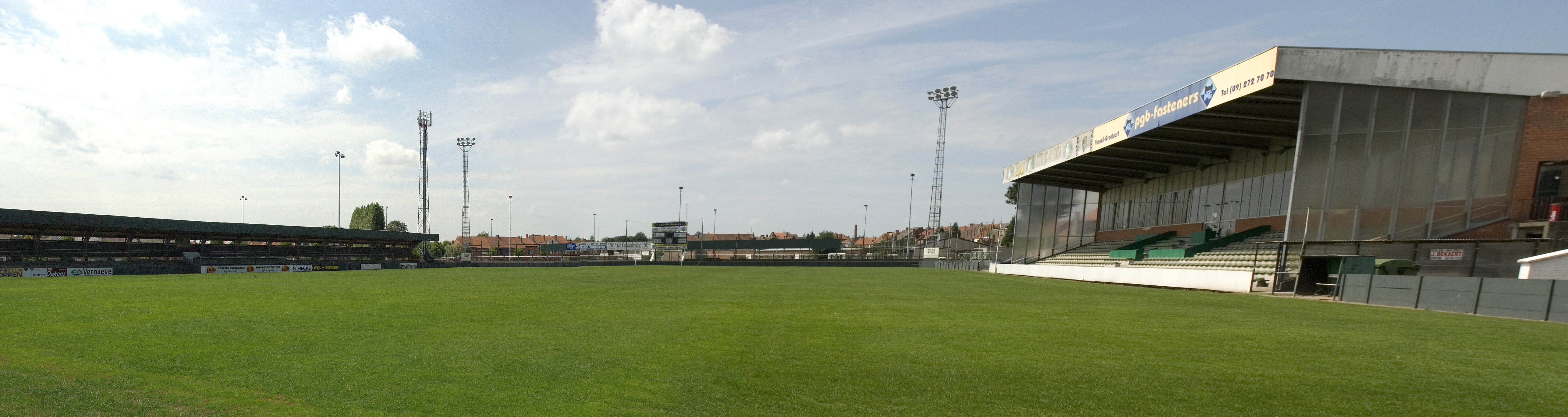
Het Emanuel Hielstadion op 16 juli 2009
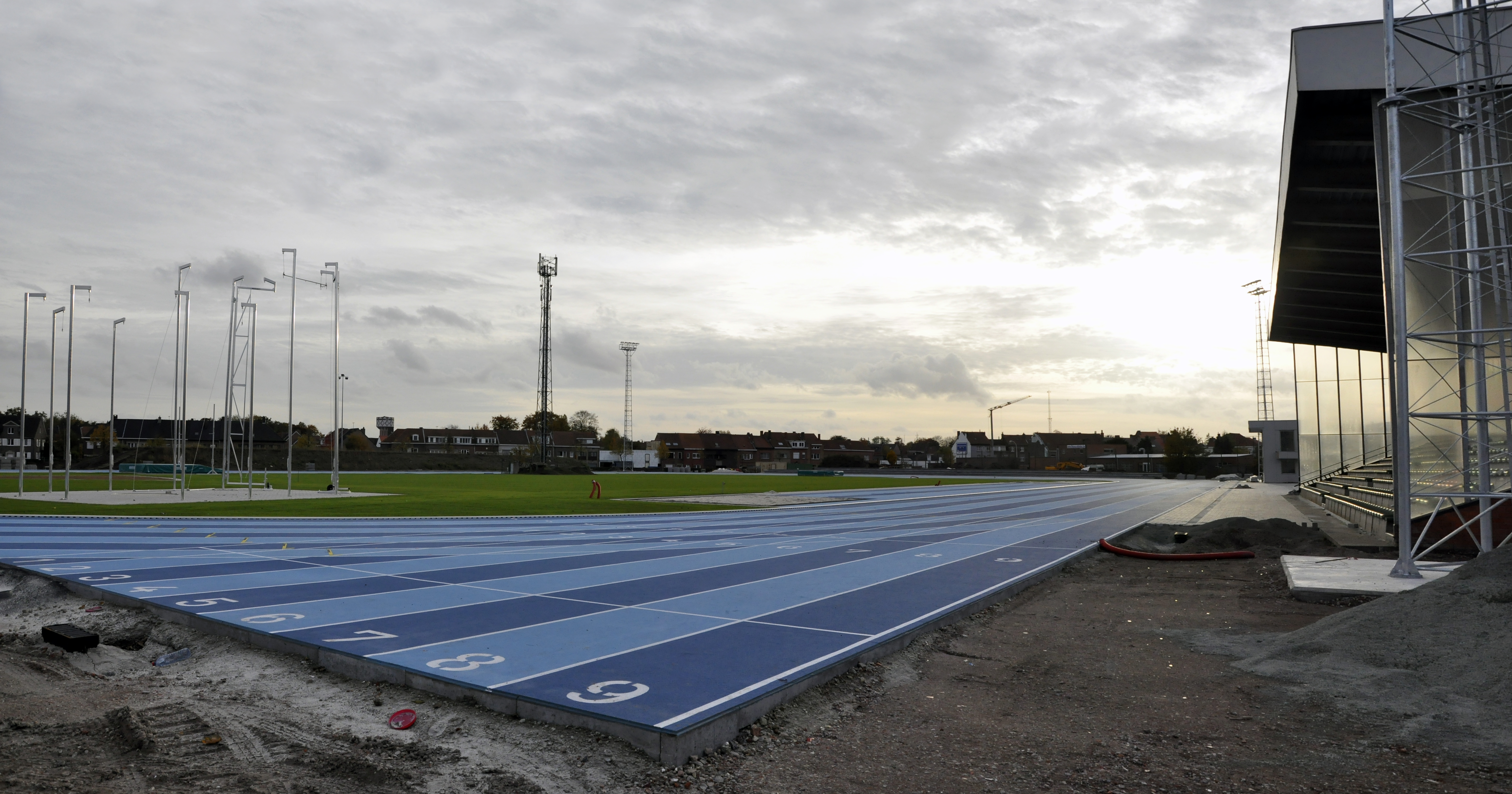
De atletiekaccommodatie op 3 november 2010